# 3000 마일스
《3000 마일스》(영어: 3000 Miles)는 미국과 영국에서 제작된 맥시밀리언 쿠퍼 감독의 2007년 다큐멘터리 영화이다. 토니 호크, 뱀 마제라, 라이언 던 등이 출연하였고 패트릭 피셔 등이 제작에 참여하였다.

## 출연
- 토니 호크
- 뱀 마제라
- 라이언 던

## 기타 제작진
- 공동 제작: 앤터니 어델